# 션입 어퍼힐즈 타워 1
션입 어퍼힐즈 타워 1(중국어: 深业上城)은 중화인민공화국 선전에 위치하고 있다.

## 같이 보기
- 마천루 목록
- 아시아의 마천루 목록
- 중화인민공화국의 마천루 목록